# Нестерово (Владимирская область)
Нестерово — село в Юрьев-Польском районе Владимирской области России, входит в состав Симского сельского поселения.

## География
Село расположено на берегу речки Шоса в 7 км на северо-запад от центра поселения села Сима и в 29 км на северо-запад от райцентра города Юрьев-Польский.

## История
Как видно из книг патриаршего казенного приказа 1646 года село было государевым дворцовым имением. Первые исторические сведения в Нестеровской церкви находятся в окладных книгах патриаршего казенного приказа 1628 года. В 1823 году вместо деревянной церкви прихожане построили каменную церковь с колокольней. Престолов в ней было три: в холодной — в честь Воскресения Христова и придельный — во имя святого апостола и евангелиста Иоанна Богослова, в теплой трапезе — в честь Тихвинской иконы Божьей Матери. В 1893 году в селе Нестерове 93 двора, мужчин — 301, женщин — 359. С 1880 года в селе существовала церковно-приходская школа в собственном помещении, построенном на частные средства. 
В конце XIX — начале XX века село входило в состав Симской волости Юрьевского уезда.
С 1929 года село являлось центром Нестеровского сельсовета Юрьев-Польского района, с 1959 года — в составе Симского сельсовета.

## Население
| 1859 | 1897 | 1905 | 2002 | 2010 | 2021 |
| ---- | ---- | ---- | ---- | ---- | ---- |
| 531  | ↗545 | ↗689 | ↘158 | ↘108 | ↘67  |